# Glenea albocingulata
Glenea albocingulata är en skalbaggsart som beskrevs av Aurivillius 1925. Glenea albocingulata ingår i släktet Glenea och familjen långhorningar. Inga underarter finns listade i Catalogue of Life.